# Melanagromyza simmondsi
Melanagromyza simmondsi är en tvåvingeart som beskrevs av Spencer 1973. Melanagromyza simmondsi ingår i släktet Melanagromyza och familjen minerarflugor. Inga underarter finns listade i Catalogue of Life.